# 佐須伊織
佐須 伊織（さす いおり、享和2年（1802年） - 文久2年8月25日（1862年9月18日））は江戸時代末期（幕末）の対馬府中藩家老。杉村但馬（主税）の子として生まれる。初名は杉村右馬助（荘作）。諱は質行（ただゆき）。後に伊勢・伊予を名乗る。
文政5年（1822年）、父の弟・采女の跡式500石を継ぐ。文政8年（1825年）1月、祖父・主税が処分を受けたため家老家筋を取り上げられたが、同年5月に知行のほか豆酘半村を返された。文政10年（1827年）6月に家格を回復し、文政11年（1828年）11月連判式見習を経て、文政12年（1829年）3月に家老職となる。天保10年（1839年）4月に伊勢に改名。弘化3年（1846年）8月、父・杉村但馬の頼みで杉村の苗字を一代替えして佐須を名乗る。弘化4年（1847年）2月に伊予に改名。
文久元年（1861年）、ロシアの軍艦が対馬で湾岸租借を要求したロシア軍艦対馬占領事件に際し、対馬を幕府直轄領とし、宗氏を和泉国18万石の地に移封することを安藤信正らと画策するが失敗。翌文久2年（1862年）、それを阻止しようとした四十二士により殺害された。戒名は誠心院秘獄澄照居士。